# Alexis Minotís
Alexis Minotakis, conocido como Alexis Minotis (en griego: Αλέξης Μινωτάκης/Μινωτής) (8 de agosto de 1899, La Canea, Deliana (Δελιανά), Creta - 11 de noviembre de 1990, Atenas, Grecia) fue un notable actor y director de teatro griego.
Minotis debutó en su Creta natal como Mensajero en la tragedia de Sofocles, Edipo el tirano. Entre 1925-30 trabajó en equipo con la famosa actriz griega Marika Kotopouli como El mercader de Venecia, Rey Lear, Macbeth y Hamlet, en su estreno griego. 
En 1940, se casó con la trágica griega Katina Paxinou con quien fundó el Teatro Real Griego en Atenas. 
En 1946, fue a Hollywood donde hizo con Alfred Hitchcock Notorious (película) (Tuyo es mi corazón) con Cary Grant, Ingrid Bergman y Claude Rains. Filmó luego en el mismo año con Robert Cummings y Michèle Morgan en The Chase. Sus otras películas incluyen Siren of Atlantis (1949) con María Montez, Boy on a Dolphin (1957) con Sophia Loren y Land of the Pharaohs (1955) con Joan Collins.
En 1955, dirigió a Katina Paxinou en Hecuba  de Euripides' en Epidauro y Edipo Rey.
En 1958, Minotis dirigió a Maria Callas en la opera Medea en la opera de Dallas, Covent Garden, Teatro alla Scala y Epidauro. Su último trabajo con la cantante fue Norma en Epidauro en 1961.